# محمود آلام
 محمود آلام (انگلیسی: Mahmoud Alam؛ زاده ) یک تنیس‌باز اهل پاکستان است. 